# Мамед Гасан Гаджинський
Маммед Гасан Джафаргулу огли Гаджинський (азерб. Məmmədhəsən Cəfərqulu oğlu Hacınski; 3 березня 1875 — 9 лютого 1931) — азербайджанський державний і політичний діяч, займав пости міністра закордонних справ (1918), фінансів (1918) та внутрішніх справ (1919-1920) в уряді Азербайджанської Демократичної Республіки.

## Біографія

### Початок діяльності
Народився 3 березня 1875 року в Баку. У 1902 році закінчив Петербурзький Технологічний університет. Спочатку працював інженером у Москві на  нафтопереробному заводі Асадуллаєва. Повернувшись 1908 року до Баку, бере участь у будівельних роботах, в удосконаленні головного містобудівного плану (автор фон дер Нонне). У 1912 році під редакцією Гаджинського видається книга про впорядкування бакинських вулиць. У 1913 році очолював Бакинське міське управління. Він приділяв особливу увагу Палацу Ширваншахів, часто висував пропозиції про захист і реставрацію палацу. За ініціативою Гаджинського, О. Абуєв та Зівер бек Ахмедбеков провели науково-дослідницьку роботу для подальшої реставрації. У 1902—1917 роках був членом Бакинської міської думи. Був одним із засновників Гуммету, товариства розповсюдження писемності серед мусульман «Нешр-Мааріф», входив до керівництва мусульманського просвітницького товариства «Ніджат», до Центрального Комітету «Мусульманського доброчинного товариства», був одним з перших членів Мусавату. У 1917 році відкрив та взяв участь у З'їзді Кавказьких Мусульманів, що відбувся у Баку. У травні того ж року активно брав участь у московському з'їзді мусульман. 26-31 жовтня 1917 року на першому з'їзді партії Мусават став членом центрального комітету партії.

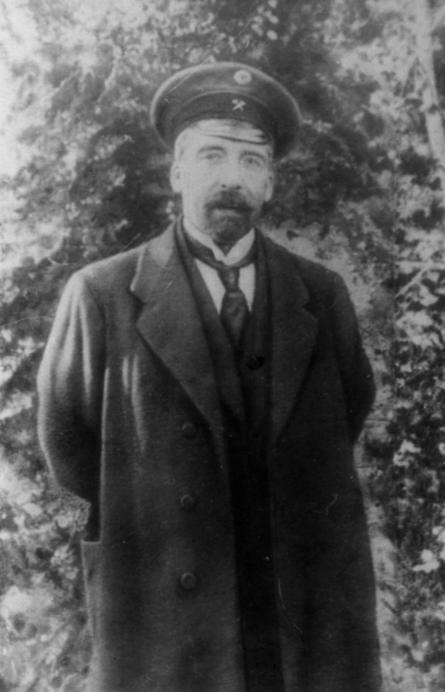
Мамед Гасан Гаджинський

### Перші перемоги Гаджинського й дипломатичні досягнення
Працював заступником комісара торгівлі й промисловості Закавказького комісаріату. Будучи мусаватистом, стає членом Закавказького сейму. Входив до складу делегації, яка вела перемовини з Османською імперією. Беручи участь у Трабзонській конференції, опротестував рішення Сейму про припинення перемовин, оцінивши це як спробу порушення миру, і назвав це небаченою в історії диверсією. Чхенкелі, за порадою Гаджинського, не припинив перемовини. Кілька членів делегації, включаючи Гаджинського, залишились у Трабзоні. У бесіді з Енвером-пашою Гаджинський проаналізував політику, яку провадила Османська імперія на Південному Кавказі. Завдяки Гаджинському Османська імперія виступила з ініціативою миру. У ЗДФСР Гаджинський був міністром торгівлі й промисловості. Був одним з шести головних представників Закавказького сейму на Батумській конференції.
На Батумській конференції Гаджинський разом із Расулзаде представляв АДР. Був одним з 26 членів Національної Ради, хто прийняв Декларацію незалежності. Маммед Гасан Гаджинський став першим міністром закордонних справ АДР. Батумську угоду поряд із Расулзаде підписав і Гаджинський. 14 червня 1918 року Гаджинський надіслав урядові Грузії ноту протесту, де вимагав негайного виведення військ із Борчалинського повіту. Гаджинський запропонував урядам Грузії й Вірменії створити спільні комісії для уточнення кордонів республік Південного Кавказу.
У другому кабінеті Гаджинський займав пост міністра закордонних справ. 6 жовтня 1918 року Гаджинський стає міністром фінансів. 28 листопада 1918 року він укладає угоду з Гірською республікою. Відповідно до цієї угоди АДР виділяє Гірській республіці безвідсотковий кредит у розмірі 10 мільйонів карбованців.
У третьому кабінеті Гаджинський займався контролем роботи держструктур. Гаджинський був депутатом парламенту. Брав участь у Паризькій конференції у складі делегації, яку очолював Алімардан-бек Топчибашев. Гаджинський проінформував учасників конференції про боротьбу азербайджанців за незалежність, про важку економічну ситуацію, про багаті родовища нафти АДР.
Гаджинський спільно з Топчибашевим підписали наказ про призначення Робінова, громадянина США, на посаду фінансового консультанта азербайджанської делегації. Гаджинський був автором двосторонньої угоди, підписаної з Гірською республікою в Парижі. Повернувшись з конференції до Баку, він разом з Насіб-бек Усуббековим вирушає до Тифлісу з метою підписання мирної угоди з Вірменією. Відповідно до наказу Державного Оборонного Комітету Гаджинський разом із Хойським та Векіловим бере участь у роботі делегації, що представляла Азербайджан на азербайджансько-вірменській конференції. У своєму виступі на конференції Гаджинський сказав, що основною перепоною до миру між Азербайджаном та Вірменією є територіальні претензії останньої.

## Завершення життя
На другому з'їзді Мусавату Маммед Гасан Гаджинський знову був обраний у члени політкомісії й ЦК партії. 24 грудня 1919 року портфель міністра внутрішніх справ у новому кабінеті Усуббекова відійшов Гаджинському. 18 лютого 1920 року він стає міністром торгівлі, промисловості й провіанту.
30 березня 1920 року після прийняття відставки кабінету парламент доручив формування уряду Гаджинському. Гаджинський провів перемовини з партіями. Він запропонував більшовикам міністерські портфелі. Більшовики відмовились. 22 квітня Гаджинський повідомив Маммед Юсіфу Джафарову, тимчасовому спікеру парламента про неможливість формування уряду. Того ж дня Гадждинський залишає Мусават і стає членом компартії Азербайджану. Політична криза в АДР поглибилась.
Після приходу до влади більшовиків Гаджинський займається благоустроєм азербайджанських міст. 3 грудня 1930 року за наказом Берії Маммеда Гасана Гаджинського було заарештовано. У в'язниці Гаджинський захворів на туберкульоз. Відповідно до слідчих документів Гаджинський, не витримавши тортур, 9 лютого 1931 року наклав на себе руки. За іншою версією, був убитий у Тифліській в'язниці 8 березня 1931 року.